# Eryx borrii
Eryx borrii là một loài rắn trong họ Boidae. Loài này được Lanza & Nistri mô tả khoa học đầu tiên năm 2005.